# 陶端予
陶端予（1921年—1992年），女，浙江绍兴人，中国教育管理专家，曾任四川省教育厅副厅长，教育部初等教育司司长，中国教育学会常务理事。